# خالد شماریخ
خالد شماریخ (انگلیسی: Khaled Shamarikh؛ زادهٔ ۷ ژوئن ۱۹۹۰) یک بازیکن فوتبال اهل امارات متحده عربی است.